# Američka pravoslavna Crkva
Američka pravoslavna Crkva (eng. Orthodoxy Church in America) je posljednje priznata Autokefalna Crkva nakon što je prestala biti Autonomna Crkva.

## Status
Američka pravoslavna Crkva je 1970. godine dobila autokefalnost od Ruske pravoslavne Crkve. Autokefalnost danas priznaju Ruska, Bugarska, Gruzijska, Poljska i Pravoslavna crkva čeških zemalja i Slovačke. Nije priznata kao autokefalna crkva od strane Carigradske patrijaršije, Aleksandrijske, Antiohijske,Jeruzalemske, Rumunjske, Ciparske, Grčke i Albanske pravoslavne crkve, ali s njom se nalaze u punom kanonskom i euharistijskom jedinstvu. One je smatraju i dalje kao samoupravnu crkvu u sastavu Ruske pravoslavne crkve.

## Površina Američke pravoslavne Crkve
Njene crkve i manastiri se uglavnom nalaze na teritoriju SAD-a i Kanade, iako ih ima i u Meksiku i Australiji. Broj vjernika je prilično neodređen. Procjene se kreću do 1.100.000 vjernika.
Američka pravoslavna Crkva je nastala od mitropolije Ruske pravoslavne crkve u Americi (1970.) kada je od Moskovske patrijaršije dobila samostalnost.

## Vanjske poveznice
- Pravoslavna crkva u Americi
- Službena stranica Američke pravoslavne Crkve